# Cantó de Chalon-sur-Saône-Centre
El cantó de Chalon-sur-Saône-Centre és un cantó francès del departament de Saona i Loira, situat al districte de Chalon-sur-Saône. Compta amb part del municipi de Chalon-sur-Saône.

## Municipis
- Chalon-sur-Saône (part)

## Història
| Data d'elecció                           | Identitat         | Partit           | Qualitat |
| ---------------------------------------- | ----------------- | ---------------- | -------- |
| 1973-1982                                | Roger Lagrange    | PS               |          |
| 1982-2008                                | Patrick Forêt     | RPR, després UMP |          |
| 2008-                                    | Benjamin Griveaux | PS               |          |
| les dades anteriors no són pas conegudes |                   |                  |          |
|                                          |                   |                  |          |